# Zion Williamson
Zion Lateef Williamson (Salisbury, Carolina del Norte, 6 de julio de 2000) es un jugador de baloncesto estadounidense que pertenece a la plantilla de los New Orleans Pelicans de la NBA. Con 1,98 metros de estatura, su posición habitual es la de ala-pívot.
Williamson asistió a Spartanburg Day School en Spartanburg, Carolina del Sur, donde se consolidó como uno de los mejores jugadores de su categoría. Lideró a su equipo hacia múltiples títulos estatales durante su carrera en la preparatoria. Williamson fue nombrado McDonald's All-American y Mr. Basketball de South Carolina en su último año en el instituto. Obtuvo reconocimiento a nivel nacional por sus vídeos virales, en los que exhibe su sorprendente capacidad para realizar mates.

## Trayectoria deportiva

### Instituto
Williamson asistió a Spartanburg Day School, una pequeña escuela privada K-12 en Spartanburg, Carolina del Sur, donde jugó baloncesto para los Griffins. Entre octavo y noveno grado, creció de 5 pies 9 pulgadas (1,75 m) a 6 pies 3 pulgadas (1,91 m). En el verano previo a su primera temporada, Williamson practicó en el gimnasio de la escuela y desarrolló la habilidad salto. En ese momento, también compitió por el equipo AAU de los Hornets de Carolina del Sur, donde fue compañero de equipo de Ja Morant. Como estudiante de primer año, Williamson promedió 24,4 puntos, 9,4 rebotes, 2,8 asistencias, 3,3 robos y 3,0 tapones, ganando prestigio a nivel nacional. También participó en el campeonato estatal de la Asociación de Escuelas Independientes de Carolina del Sur (SCISA). En marzo de 2015, Williamson participó en el Partido de Estrellas Norte-Sur SCISA en Sumter, Carolina del Sur. 
En su segundo año en la escuela secundaria, medía 6 pies y 6 pulgadas (1,98 m). Promedió 28,3 puntos, 10,4 rebotes, 3,9 tapones y 2,7 robos por partido y fue nombrado Jugador del Año de la Región I-2A de SCISA. Condujo a los Griffin a su primer título de la Región I-2A de SCISA en la historia del instituto. En junio de 2016, Williamson participó en la Asociación Nacional de Jugadores de Baloncesto (NBPA) Top 100 camp y fue el máximo anotador. En agosto, ganó el concurso de mates de exhibición Under Armour Elite 24 en la ciudad de Nueva York.
Como júnior, Williamson promedió 36,8 puntos, 13 rebotes, 3 robos y 2,5 tapones por partido. Al comienzo de la temporada, se encontraba entre los 50 jugadores seleccionados para la lista de vigilancia del Premio Naismith Prep al Jugador del Año. Durante la temporada 2016-17, fue conocido a nivel nacional, gracias a los vídeos virales de sus actuaciones. En su primer partido de la temporada, el 15 de noviembre de 2016, anotó 42 puntos y capturó 16 rebotes en una victoria sobre Cardinal Newman High School. En el mismo mes, sus mejores momentos atrajeron el elogio del jugador de la NBA Stephen Curry. El 24 de noviembre, Williamson entró en erupción por 50 puntos, incluidos 10 mates, junto con 16 rebotes y 5 tapones contra Proviso East High School (Illinois) en el Torneo de Campeones. En una victoria 73-53 sobre la Academia Grey Collegiate en el Clásico Chick-fil-A el 21 de diciembre, registró un récord de torneo de 53 puntos y 16 rebotes, con un 25 de 28 en tiros de campo. El 30 de diciembre, Williamson registró 31 puntos y 14 rebotes para ganar el jugador más valioso (MVP) en el Farm Bureau Insurance Classic. El 15 de enero de 2017, recibió publicidad a nivel nacional después de que el rapero Drake usó su camiseta en una publicación de Instagram.
Williamson superó la barrera de los 2.000 puntos el 20 de enero, cuando anotó 48 puntos contra la Escuela Preparatoria Oakbrook. El 14 de febrero, lideró el Día de Spartanburg pasado Oakbrook Prep para su primer título de la Región I-2A de SCISA, aportando 37 puntos en la derrota 105-49. Williamson rompió el récord estatal de más partidos de 30 puntos en una temporada, con 27 al final de la temporada regular. Repitió como SCISA Región I-2A Jugador del Año. El sitio web de deportes de la escuela secundaria MaxPreps lo nombró Junior Nacional del Año y al primer equipo All-American de High School, mientras que USA Today High School Sports le otorgó el reconocimiento al primer equipo de All-USA. El 22 de abril de 2017, Williamson registró 26 puntos y 7 rebotes para su equipo la derrota ante Romeo Langford y los Twenty Two Vision en un torneo de Adidas Gauntlet. En junio, apareció en la portada de la revista de baloncesto Slam. En un partido televisado, el 27 de julio, anotó 28 puntos y llevó a SC Supreme a una victoria 104-92 sobre LaMelo Ball y los Big Ballers en el Campeonato de Verano Adidas Uprising. En agosto, fue nombrado MVP del campamento Adidas Nations 2017 después de promediar 22,5 puntos y 7,2 rebotes en 6 partidos.
En su temporada sénior, Williamson promedió 36,4 puntos, 11,4 rebotes y 3,5 asistencias por partido. Debutó el 15 de noviembre de 2017, con 46 puntos y 15 rebotes en una derrota ante Christ School. En su primer partido en casa, el 21 de noviembre, registró 29 puntos y 11 rebotes, lo que llevó a los Griffins a una victoria sobre la Escuela Hammond. En el partido, Williamson se lastimó el pie izquierdo, lo que lo dejó fuera por más de un mes. Mientras se recuperaba, comentó: 

"Realmente ha sido un momento para crecer mentalmente".

Williamson regresó de la lesión el 11 de enero de 2018, anotando 31 puntos en una victoria sobre Asheville Christian Academy. El 13 de enero, en un partido televisado a nivel nacional en el Hoophall Classic, anotó 36 puntos cuando su equipo perdió ante la Escuela Secundaria Chino Hills. Williamson anotó 30 puntos y 13 rebotes en su último partido en casa el 8 de febrero, una victoria 58-54 sobre Greensboro Day School. El 17 de febrero, registró 37 puntos, 10 rebotes y 5 robos, mientras anotaba su punto 3.000 en su carrera, frente a la Academia Cristiana Spartanburg en el torneo SCISA Región I-2A. Una semana después, Williamson guio, el Día de Spartanburg, a su tercer campeonato consecutivo de SCISA Región I-2A después de registrar 38 puntos contra Trinity Collegiate School. 
El 28 de marzo, Williamson jugó en el McDonald's All-American Game 2018, donde anotó 8 puntos en 17 minutos antes de irse con una lesión en el pulgar. La lesión también le obligó a perderse el Jordan Brand Classic y el Nike Hoop Summit en el mes siguiente. Fue nombrado en el primer equipo de USA Today All-USA y al segundo equipo MaxPreps All-American. Además, obtuvo el reconocimiento de Mr. Basketball de Carolina del Sur y fue subcampeón de Mr. Basketball USA.

### Universidad
Wofford le ofreció a Williamson su primera beca universitaria de baloncesto cuando era estudiante de primer año en la escuela secundaria. En el verano de 2015, Williamson surgió con el equipo AAU de los South Carolina Hornets como uno de los mejores jugadores de su clase. Al final de su segunda temporada, recibió ofertas de 16 programas de la División I de la NCAA , incluidos Clemson, Florida y Carolina del Sur, pero no planeaba tomar una decisión hasta su último año. En el verano de 2016, Williamson atrajo la mayor atención de Clemson, Florida, Carolina del Norte y Carolina del Sur. El 30 de agosto de 2016, recibió una oferta de beca de Duke. Williamson también recibió una beca de fútbol americano de Eric Mateos, entrenador de alas cerradas para LSU, pero no mostró interés, ya que su objetivo era el baloncesto. Al ingresar en su temporada júnior, fue consensuado con cinco estrellas y fue clasificado como el jugador número uno en la clase 2018 por 247Sports.com. En diciembre de 2016, el director de reclutamiento de ESPN Paul Biancardi calificó a Williamson como "probablemente el mejor jugador en términos de producción" en su clase. Para 2018, la mayoría de los expertos en reclutamiento predijeron que jugaría para Clemson.
El 20 de enero de 2018, Williamson se comprometió con Duke. 
Así explicó la decisión:

"Duke se destacó porque la hermandad representa a una familia. Mike Krzyzewski es el entrenador más legendario que alguna vez entrenó en el baloncesto universitario. Tengo ganas de ir a la Universidad de Duke, puedo aprender mucho de él"

Duke, que había conseguido a R. J. Barrett y Cam Reddish además de Williamson, se convirtió en el primer equipo en conseguir los tres mejores reclutas de un mismo curso desde que comenzaron las clasificaciones de reclutamiento modernas. Su padrastro Lee Anderson comentó que Clemson perdió una "ventaja de milla y media" en el reclutamiento de Williamson.

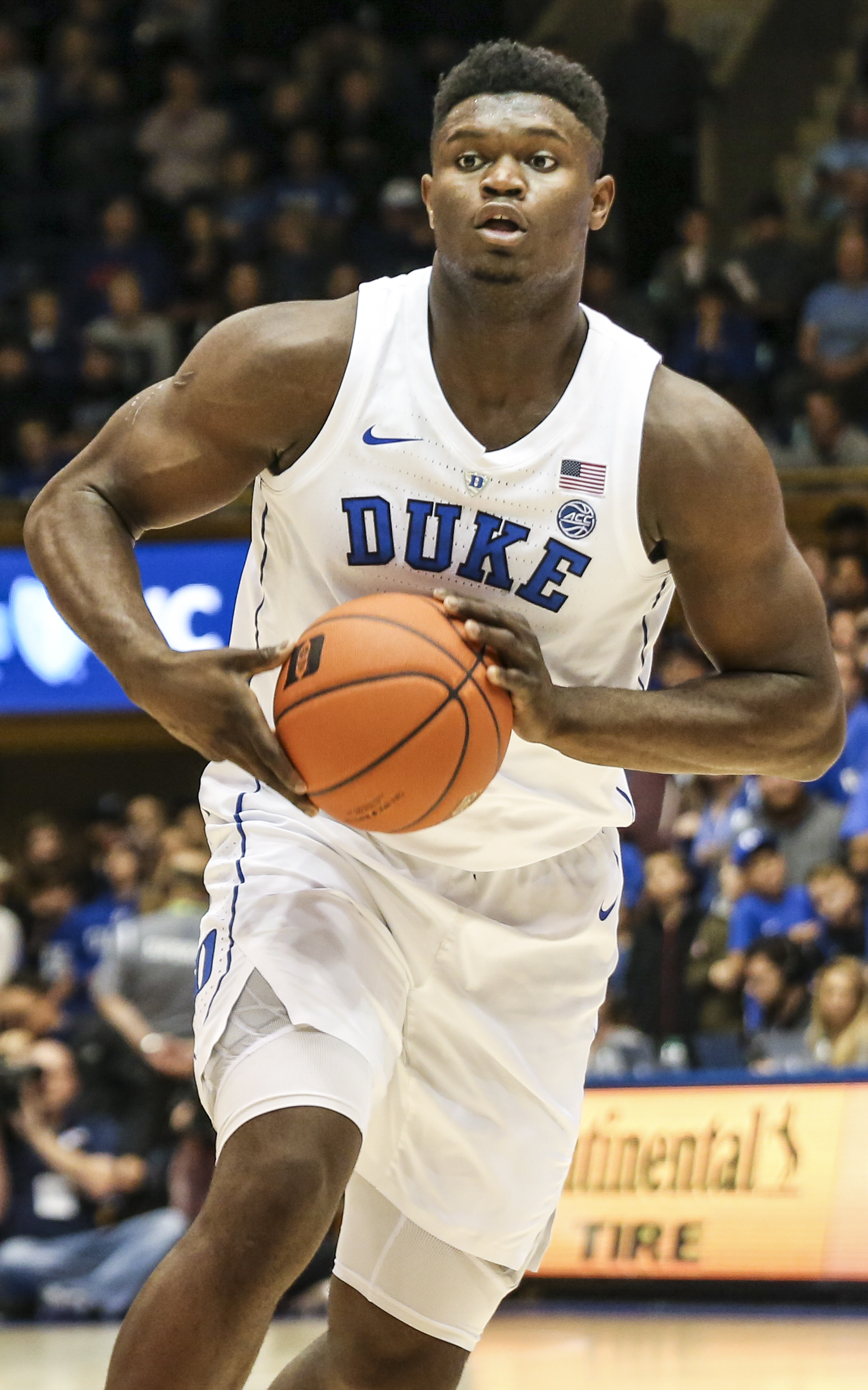
Williamson con Duke en 2018.

Williamson debutó con los Blue Devils de la Universidad de Duke el 15 de agosto de 2018, en un partido de pretemporada contra Ryerson, equipo universitario de Canadá. Ganaron 86-67 con 29 puntos y 13 rebotes de Zion, quien anotó tres triples en cuatro intentos. Acabó la temporada promediando 22,6 puntos, 8,9 rebotes, 2,1 asistencias, 2,1 robos de balón y 1,8 tapones por partido. Al término de la temporada, él y su compañero de equipo y amigo R. J. Barrett rompieron el récord de anotación en una temporada de debut establecido por Marvin Bagley III.
A pesar de tener tres de los mejores reclutas del país en su lista, Duke no pudo ganar el Torneo NCAA 2019, cayendo ante Michigan State por un punto en la Final Regional Este.
Al término de la temporada, Williamson fue galardonado con el premio al Jugador del Año de la ACC y al mejor rookie de la conferencia, uniéndose a los exjugadores de Duke Jahlil Okafor y Marvin Bagley III como los únicos receptores de ambos premios. Además, fue incluido en los mejores quintetos defensivo y de novatos de la ACC. Además, Sporting News nombró a Williamson como su Jugador del Año y mejor novato.
El 20 de febrero de 2019, en un encuentro ante North Carolina, Williamson sufrió un esguince de rodilla de grado 1 a los 36 segundos del encuentro después de que pie atravesara su zapatilla Nike, lo que propició que resbalara. No volvió al encuentro y Duke perdió 88–72. Nike vio como su valor en el mercado bursátil bajaba $1100 millones al día siguiente del incidente. El día posterior a la lesión, Duke anunció que Williamson sería evaluado día a día ("day-to-day"). El incidente dio lugar a crecientes llamamientos para que Williamson dejara de jugar al baloncesto a nivel universitario porque ya se había consolidado como el principal número 1 del draft de la NBA de 2019. Además, la lesión provocó más críticas a la NCAA por no pagar a los estudiantes-atletas. A partir de ahí, no participó en los seis últimos partidos de su equipo de la temporada regular.

#### Estadísticas
| Año     | Equipo | PJ | PT | MPP  | %TC  | %3P  | %TL  | RPP | APP | ROB | TPP | PPP  |
| ------- | ------ | -- | -- | ---- | ---- | ---- | ---- | --- | --- | --- | --- | ---- |
| 2018–19 | Duke   | 33 | 33 | 30.0 | .680 | .338 | .640 | 8.9 | 2.1 | 2.1 | 1.8 | 22.6 |

### NBA

#### New Orleans Pelicans
2019-20
Fue elegido en la primera posición del Draft de la NBA de 2019 por los New Orleans Pelicans.
Debutó oficialmente en la NBA el 22 de enero de 2020 frente a los San Antonio Spurs en la derrota frente al equipo tejano por 117 a 121, sumando 22 puntos, 3 asistencias y 7 rebotes en 18 minutos en cancha, además de un 4/4 en triples, lo que lo convirtió en el primer jugador de la historia de la liga en debutar con 4 triples anotados de 4 intentados. Al término de la temporada fue elegido en el mejor quinteto de rookies.
2020-21
En su segunda temporada, el 23 de febrero de 2021, fue elegido por primera vez para disputar el All-Star Game que se celebró en Atlanta. Entre febrero y abril igualó a Shaquille O'Neal como el jugador con más partidos consecutivos (25), promediando más de 20 puntos y con un acierto superior al 50% en tiros de campo. Además, fue el jugador que más puntos anotó esta temporada en "la pintura" (cerca de 20 por partido), siendo el mejor registro desde el año 2000, solo por detrás de O'Neal. El 26 de marzo ante Denver Nuggets, anota 39 puntos y captura 10 rebotes. El 8 de mayo, los Pelicans confirmaban una fractura en el dedo de Zion, que dejaría fuera para el resto de la temporada. Hasta ese momento, promediaba 27 puntos, 7,2 rebotes y 3,7 asistencias en 61 partidos, estando en el top 10 de anotadores de la liga y el cuarto en PER.
2021-22
En septiembre de 2021 se operó de una fractura en el pie, de cara a estar listo para el inicio de la temporada 2021-22. Pero varios contratiempos durante la recuperación, hicieron que se retrasase su regreso a las canchas. Más tarde, la fecha de su regreso se estipuló para mediados de febrero, y finalmente se anunció que no jugaría en toda la temporada.
2022-23
El 1 de julio de 2022 acuerda una extensión de contrato con los Pelicans por 5 años y $231 millones. Durante su cuarta temporada en Nueva Orleans, el 28 de diciembre de 2022 ante Minnesota Timberwolves, anota 43 puntos, su mejor anotación hasta la fecha. El 26 de enero de 2023 fue elegido como titular para participar en el All-Star Game de 2023 de Salt Lake City, siendo su segunda participación en el partido de las estrellas. Pero no pudo disputar el encuentro por lesión. En marzo se confirmó que seguiría de baja una semanas más y, finalmente, en abril se comunicó que no jugaría más esa temporada. Disputando únicamente 29 encuentros ese año.
2023-24
Recuperado ya de su lesión, regresó a las pistas en la temporada 2023-24. El 29 de noviembre de 2023 registró 33 puntos en 11 de 12 tiros de campo, 11 de 12 desde la línea de tiros libres junto con ocho rebotes, seis asistencias y tres robos en la victoria por 124-114 ante Philadelphia 76ers. El 2 de febrero de 2024 anotó 33 puntos, ocho rebotes y una bandeja ganadora en la victoria por 114-113 sobre los San Antonio Spurs. El 16 de abril, en el primer partido de play-in ante Los Angeles Lakers consiguió 40 puntos y 11 rebotes, pero tuvo que retirarse lesionado a tres minutos del final, dando por terminada la temporada.
2024-25
Durante su sexta temporada en New Orleans, el 8 de febrero de 2025, anota 40 puntos ante Sacramento Kings. El 27 de febrero ante Phoenix Suns, consiguió el primer triple-doble de su carrera al registrar, 27 puntos, 10 rebotes y 11 asistencias. El 11 de marzo ante Los Angeles Clippers un nuevo triple-doble con 22 puntos, 10 rebotes y 12 asistencias.

## Estadísticas de su carrera en la NBA

### Temporada regular
| Año      | Equipo      | PJ  | PT  | MPP  | %TC  | %3P  | %TL  | RPP | APP | ROB | TPP | PPP  |
| -------- | ----------- | --- | --- | ---- | ---- | ---- | ---- | --- | --- | --- | --- | ---- |
| 2019-20  | New Orleans | 24  | 24  | 27.8 | .583 | .429 | .640 | 6.3 | 2.1 | .7  | .4  | 22.5 |
| 2020-21  | New Orleans | 61  | 61  | 33.2 | .611 | .294 | .698 | 7.2 | 3.7 | .9  | .6  | 27.0 |
| 2022-23  | New Orleans | 29  | 29  | 33.0 | .608 | .368 | .714 | 7.0 | 4.6 | 1.1 | .6  | 26.0 |
| 2023-24  | New Orleans | 70  | 70  | 31.5 | .570 | .333 | .702 | 5.8 | 5.0 | 1.1 | .7  | 22.9 |
| 2024-25  | New Orleans | 30  | 30  | 28.6 | .567 | .231 | .656 | 7.2 | 5.3 | 1.2 | .9  | 24.6 |
| Total    | Total       | 214 | 214 | 31.4 | .589 | .327 | .689 | 6.6 | 4.3 | 1.0 | .6  | 24.7 |
| All-Star | All-Star    | 1   | 1   | 14.4 | .556 | —    | —    | 1.0 | .0  | .0  | .0  | 10.0 |

## Perfil de jugador

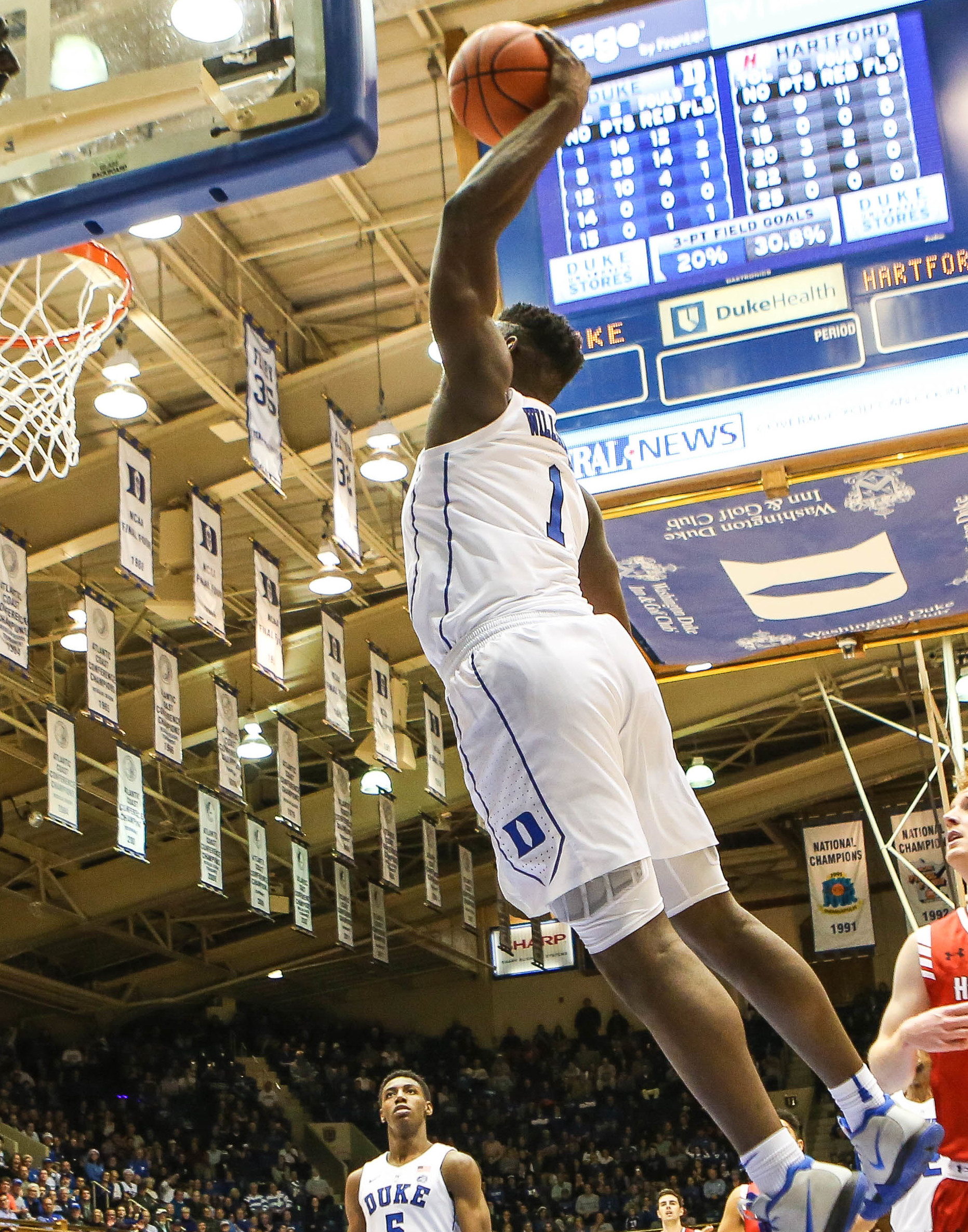
Williamson realizando un mate con Duke en 2018.

Con una estatura de 1,98 metros y no de 2,01 metros como se decía antes de ser comprobado por la NBA  y un peso de 129 kilogramos, Williamson ha sido ampliamente elogiado por su poderío físico. Es conocido por su velocidad y su capacidad de salto, las cuales son muy inusuales en un jugador de su peso. Kevin Durant, campeón de la NBA, lo describió como el «tipo de atleta que aparece una vez por generación», mientras que un entrenador anónimo de baloncesto universitario lo calificó como «un fenómeno de la naturaleza». Williamson juega en la posición de ala-pívot, pero también se puede desempeñar como pívot en un sistema small ball. Su versatilidad como baloncestista lo ha llevado a ser descrito como un jugador sin posición determinada. Por otra parte, debido a sus atributos físicos, ha sido comparado con los exjugadores de la NBA Charles Barkley y Larry Johnson, así como con LeBron James y Julius Randle, quienes actualmente compiten en la NBA. Se reportó que el entrenador Roy Williams le dijo a Williamson que él era el mejor jugador que había visto desde Michael Jordan. Williamson es zurdo.
Williamson posee la habilidad para defender a jugadores de distintas posiciones gracias a su longitud y velocidad, aunque sus esfuerzos en el ámbito defensivo han sido cuestionados; pese a todo, su explosividad le permite taponar con facilidad y le otorga poderío reboteador.La preocupación principal es su tiro exterior,así como su técnica,algo que lo compensa con su manejo de balón y sus vistosas jugadas, gracias a su físico atlético.

## Vida privada
Zion es hijo de Lateef Williamson y Sharonda Sampson. Lleva el nombre del Monte Sion, lugar bíblico ubicado en Jerusalén, Israel.
A los dos años de edad su familia se mudó a Florence (Carolina del Sur), y con cinco años sus padres se divorciaron.
Durante su infancia, practicó varios deportes, como el fútbol y el fútbol americano. A los 5 años se propuso convertirse en una estrella del baloncesto universitario. Más tarde con 9 años se empezó a levantar todos los días a las 5 a. m. para entrenar y lograr su objetivo. Participó en ligas juveniles bajo la dirección de su madre y jugó para los Sumter Falcons del Amateur Athletic Union (AAU), donde enfrentó a oponentes cuatro años mayores que él. Más adelante, comenzó a entrenar con su padrastro Lee Anderson, un exjugador de baloncesto de Clemson, para mejorar sus habilidades de base. Jugó al baloncesto en Johnakin Middle School en Marion, donde fue entrenado por su madre y promedió 20 puntos por partido.
El 6 de junio de 2023 anunció públicamente que él y su novia, Ahkeema, estaban embarazados de una niña. Pero al día siguiente apareció la actriz porno Moriah Mills, diciendo que mantenía también una relación con él, y que posiblemente también estuviera embarazada.
El 30 de mayo de 2025, Williamson fue acusado de violación además de abuso "sexual, físico, emocional y financiero" durante una relación que duró entre 2018 y 2023, según una demanda. El tribunal detalla dos presuntos incidentes de violación en 2020, el primero de los cuales tuvo lugar en septiembre de ese año en Beverly Hills, California. Según la denuncia, la mujer le dijo a Williamson "que estaba cansada y quería irse a dormir", pero Williamson le dijo que no podía irse a dormir sin tener relaciones sexuales con él. Luego, presuntamente la inmovilizó con las manos tras la espalda y la violó. Una segunda violación presuntamente ocurrió en octubre de 2020, también en Beverly Hills. La mujer afirmó haber sido "violada violentamente" tras expresar sus planes de visitar a una amiga en San Diego. El demandante acusó a Williamson de "amenazar con matar" a la mujer y a sus familiares varias veces.